# Piattaforma di ghiaccio Fimbul

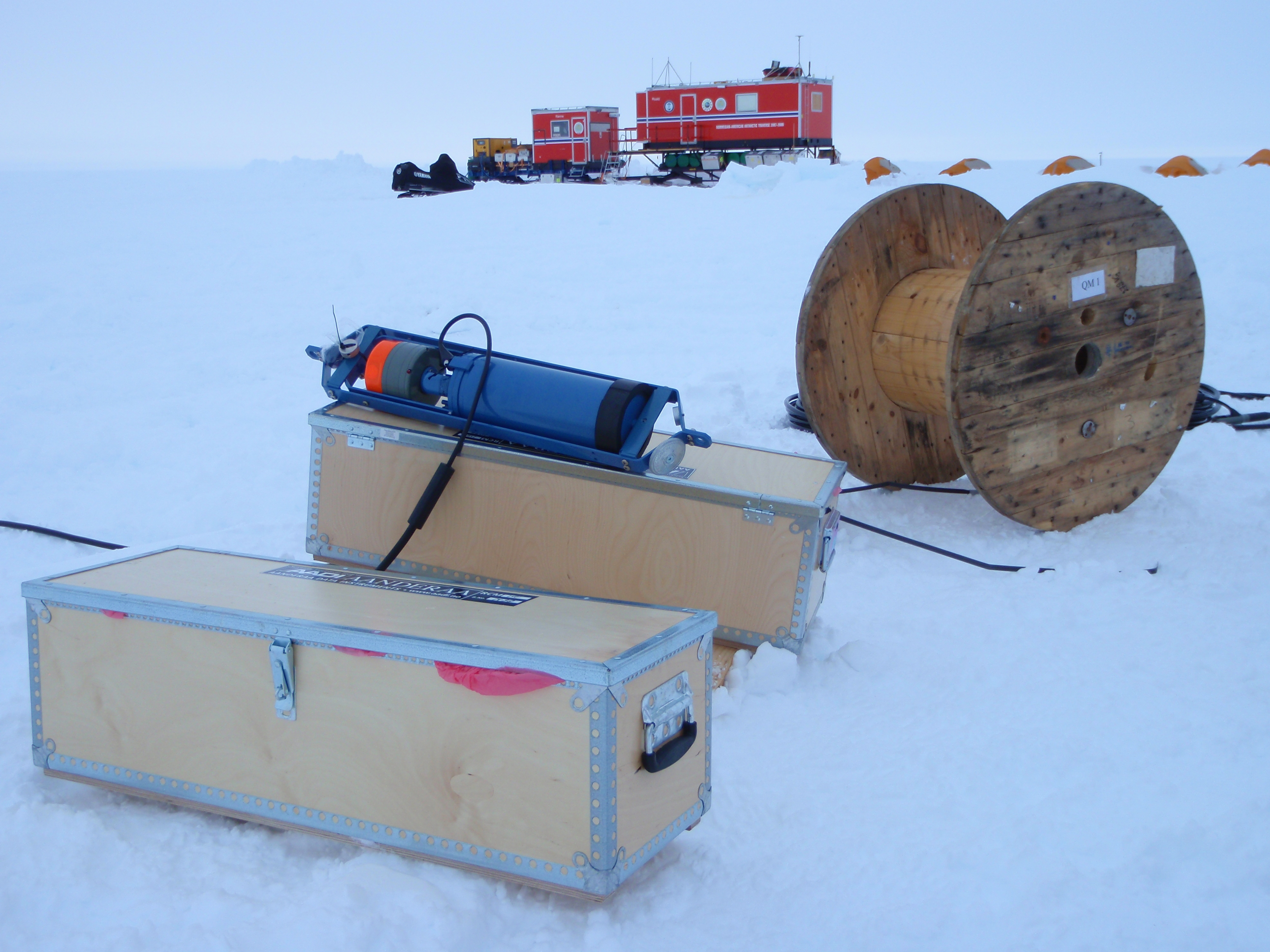
Nel dicembre 2009, nell'ambito del progetto di ricerca Fimbul Ice Shelf - Top to Bottom, furono installate delle boe oceanografiche dette mooring alla base della piattaforma Fimbul.

La piattaforma di ghiaccio Fimbul (70°30′S 0°10′W) è una piattaforma glaciale lunga circa 200 km e larga 100 che costeggia la Terra della Regina Maud, in Antartide, dalla latitudine di 3°W fino a 3°E. La struttura è alimentata dal ghiacciaio Jutulstraumen. 

## Storia
La piattaforma fu fotografata per la prima volta grazie a voli di ricognizione effettuati durante la spedizione Nuova Svevia conosciuta anche come Terza spedizione antartica tedesca (1938-1939) ed in seguito mappata da alcuni cartografi norvegesi grazie a ricognizioni e fotografie aeree effettuate durante la spedizione antartica Norvegese Britannico Svedese (NBSAE) (1949-1952) che, in virtù delle sue dimensioni, la battezzò Fimbulisen (il gigante di ghiaccio).